# بهترین‌ها (آلبوم کوئین)
«بهترین‌ها» (به انگلیسی: Greatest Hits) یک آلبوم از کوئین است که در سال ۱۹۸۱ میلادی منتشر شد.این آلبوم با ۱۰۲۴ هفته ماندن در صدر جدول آلبوم های برتر رکورد طولانی ترین آلبوم در صدر جداول را از گروه ABBA گرفت و تا الان نیز رکورددار است.